# Tom Snout
Tom Snout is een personage van William Shakespeares A Midsummer Night's Dream.
Tom is een smid, die veel filosofeert over het leven. Hij leeft in Athene en is lid van een amateurgezelschap. Hij vertolkt de rol van de muur in het toneelstuk Pyramus en Thisbe, een theaterstuk in een theaterstuk van William Shakespeare. Zijn rol is beperkt aangezien hij een achtergrondfiguur vertolkt. In het stuk scheidt hij Pyramus van Thisbe. Hij vertolkt de muur die de tuin van Pyramus scheidt met die van Thisbe. In het stuk fluisteren de geliefden door Toms vingers, die een gat in de muur moeten voorstellen.
Hij en zijn gezelschap brengen dit stuk voor het huwelijk van graaf Theseus met Hippolyta.